# Шари (коммуна)
Шари́ (фр. Charix) — коммуна во Франции, находится в регионе Рона — Альпы. Департамент — Эн. Входит в состав кантона Нантюа. Округ коммуны — Нантюа.
Код INSEE коммуны — 01087.

## География
Коммуна расположена приблизительно в 390 км к юго-востоку от Парижа, в 85 км северо-восточнее Лиона, в 36 км к востоку от Бурк-ан-Бреса.
На юге коммуны протекает река Семин и расположено озеро Женен.

## Климат
Климат полуконтинентальный с холодной зимой и тёплым летом. Дожди бывают нечасто, в основном летом.

## Население
Население коммуны на 2010 год составляло 294 человека.
| 1962 | 1968 | 1975 | 1982 | 1990 | 1999 | 2010 |
| ---- | ---- | ---- | ---- | ---- | ---- | ---- |
| 253  | 230  | 205  | 254  | 261  | 265  | 294  |

## Администрация
| Период | Период | Фамилия         | Партия | Примечания |
| ------ | ------ | --------------- | ------ | ---------- |
| 1953   | 1959   | Виктор Юссон    |        |            |
| 1959   | 1971   | Луи Шатрон      |        |            |
| 1971   | 1995   | Мишель Гишон    |        |            |
| 1995   | 2001   | Нелли Блан      |        |            |
| 2001   | 2008   | Шанталь Югон    |        |            |
| 2008   | 2014   | Франсиск Мерсье |        |            |
| 2014   | 2020   | Дидье Палиссон  |        |            |

## Экономика
В 2010 году среди 176 человек трудоспособного возраста (15—64 лет) 139 были экономически активными, 37 — неактивными (показатель активности — 79,0 %, в 1999 году было 74,1 %). Из 139 активных жителей работали 127 человек (71 мужчина и 56 женщин), безработных было 12 (6 мужчин и 6 женщин). Среди 37 неактивных 14 человек были учениками или студентами, 15 — пенсионерами, 8 были неактивными по другим причинам.

## Фотогалерея

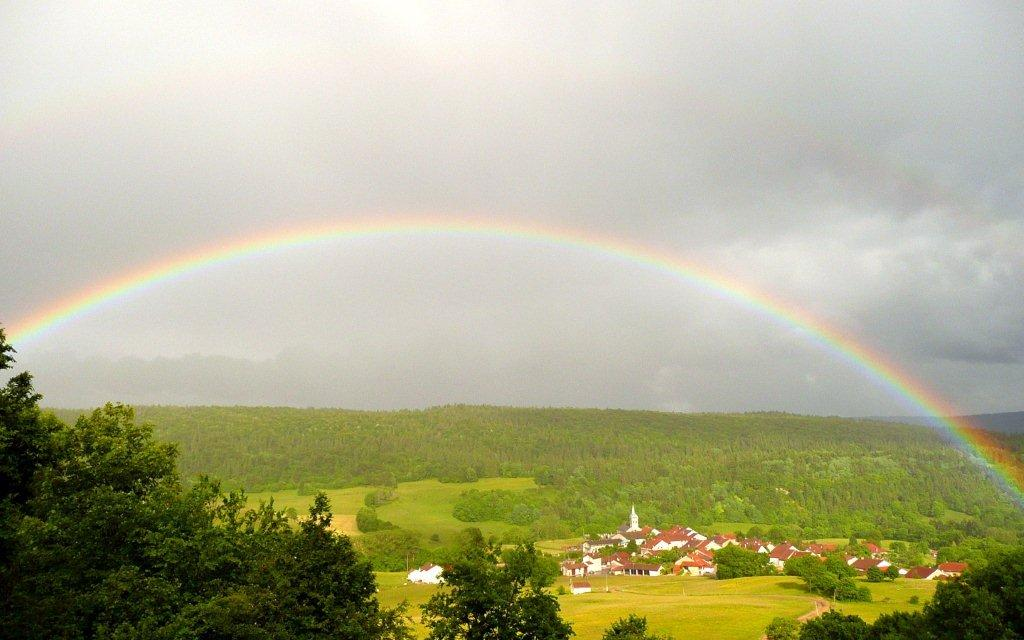
Шари
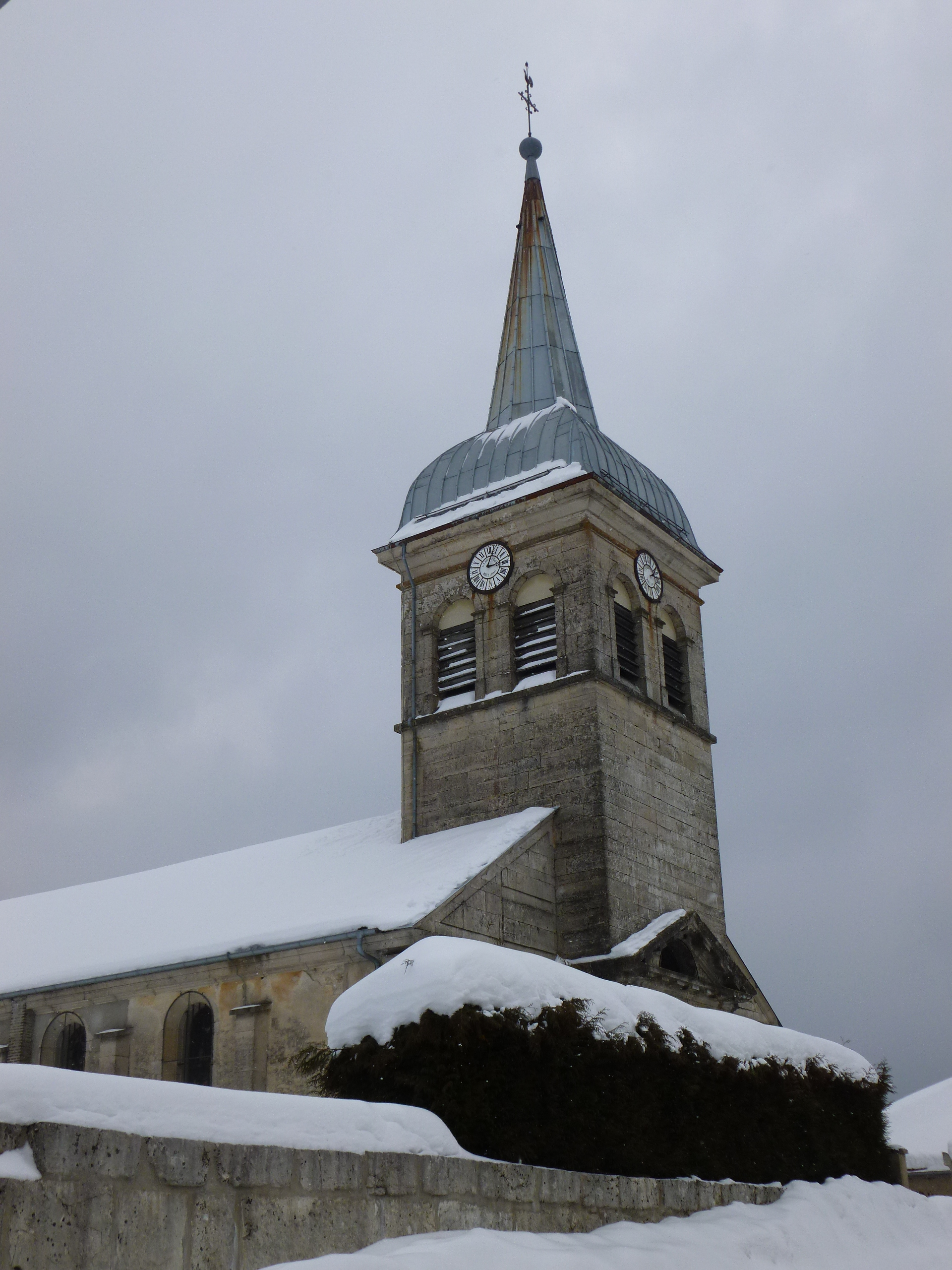
Церковь Сент-Аман
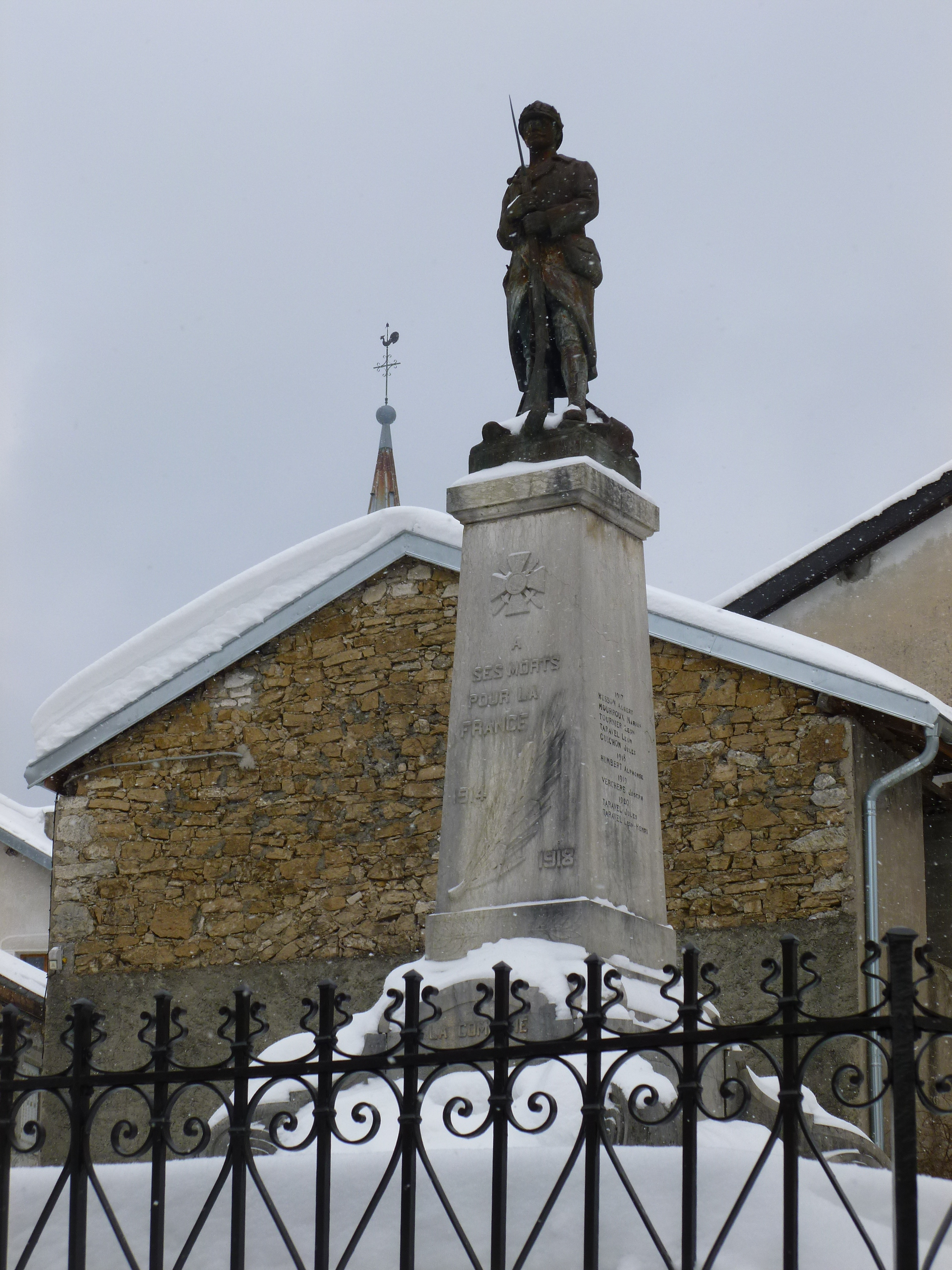
Военный мемориал
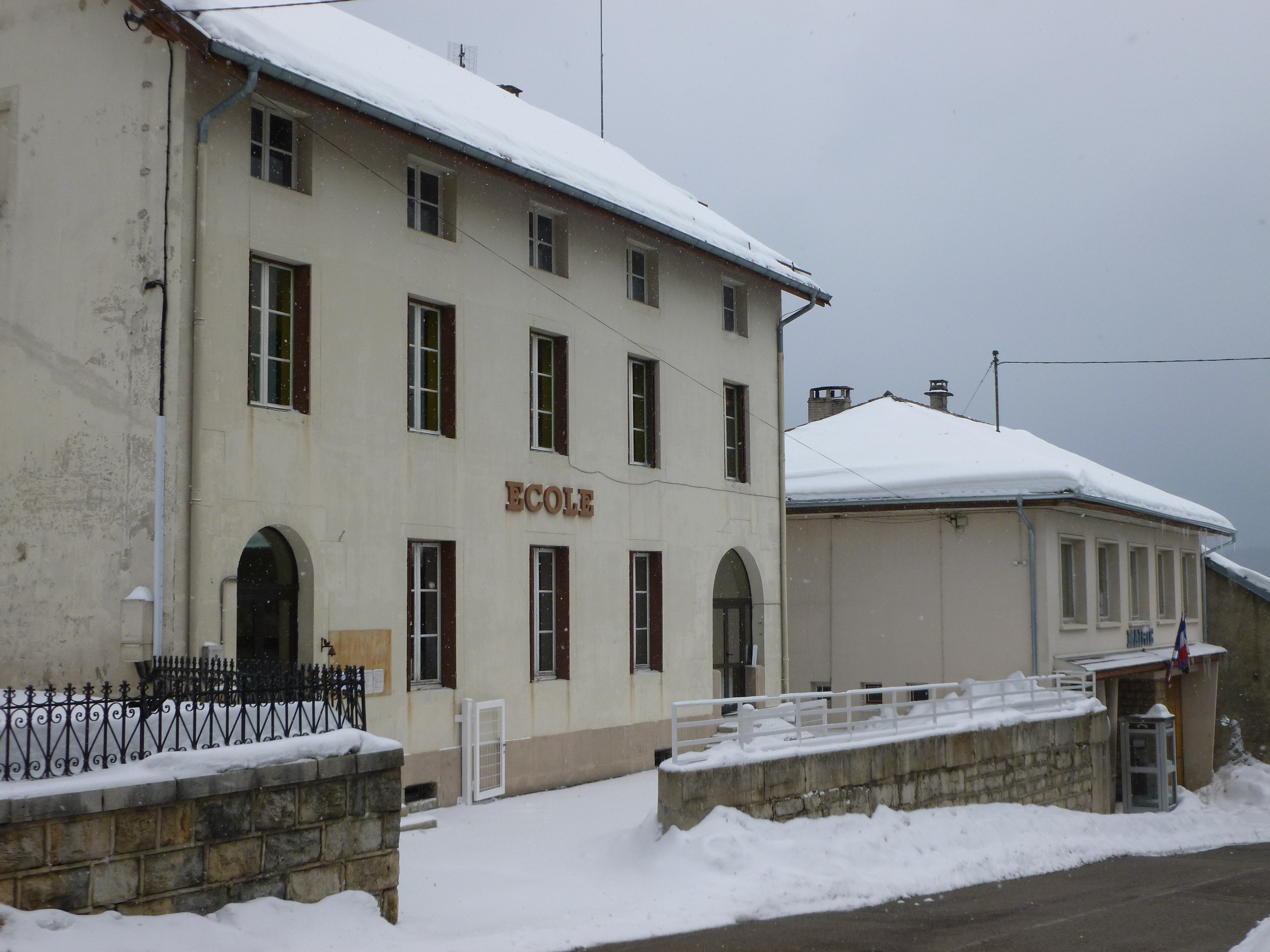
Школа
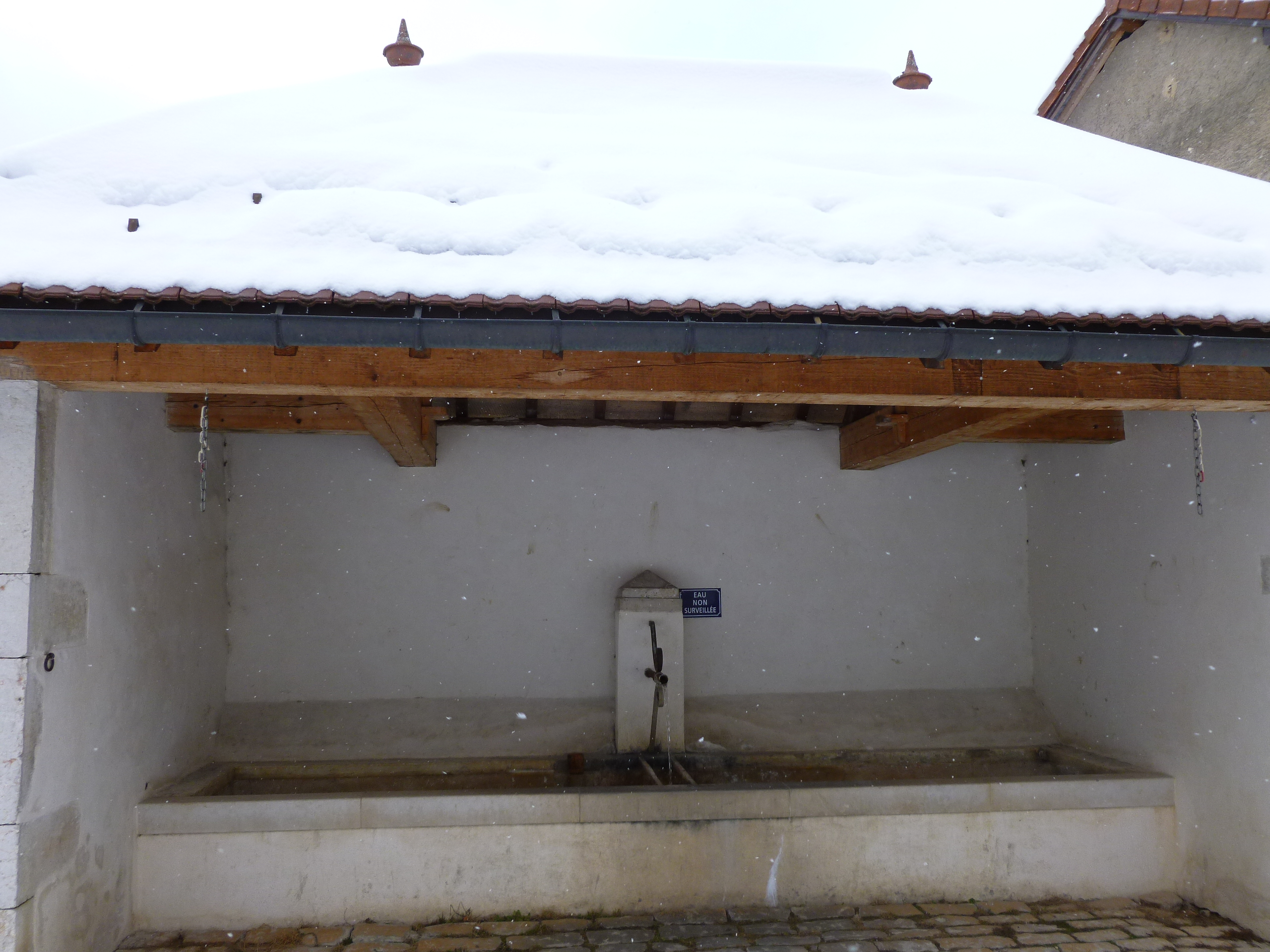
Общественная прачечная
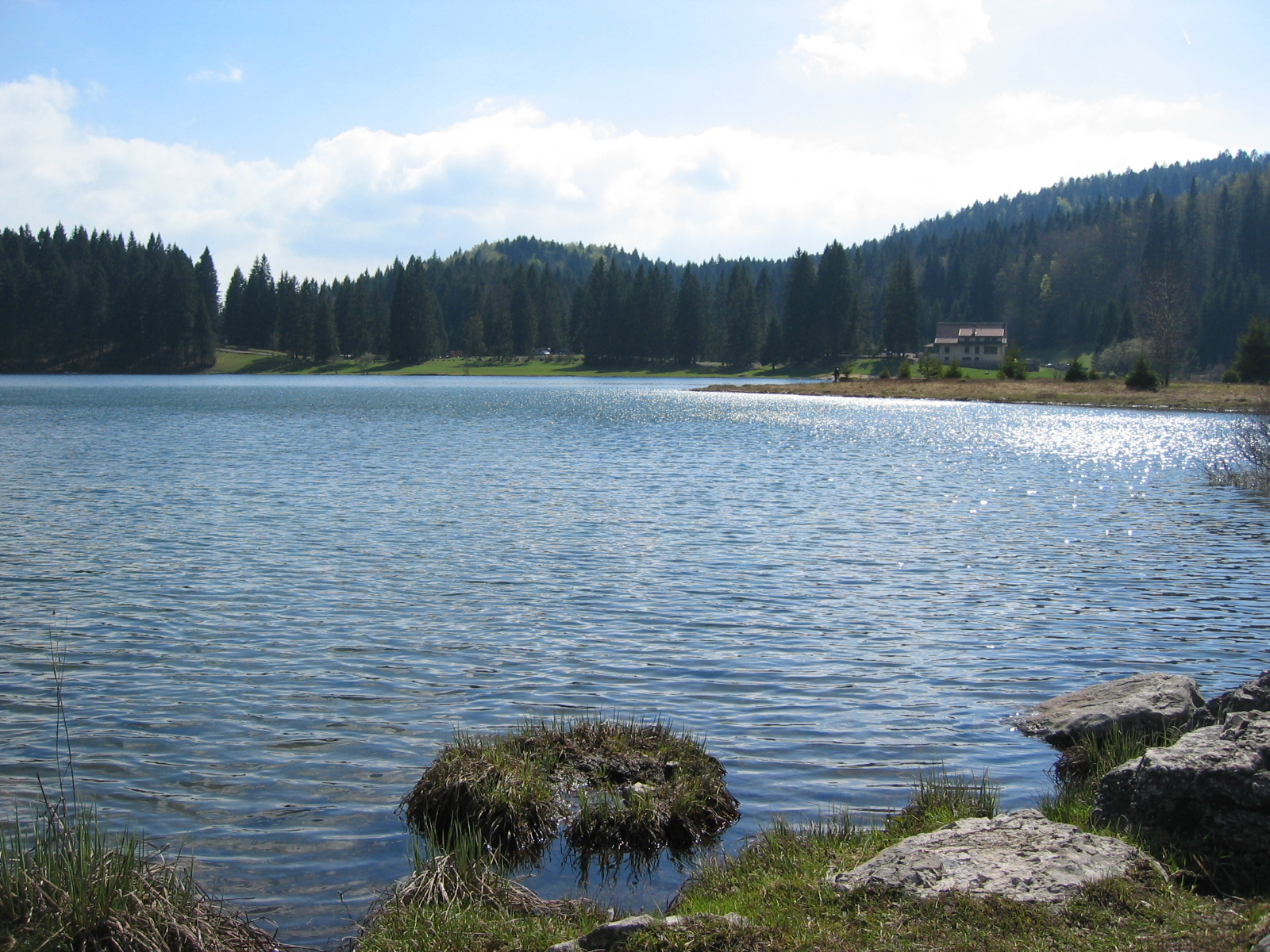
Озеро Женен